# Dicoides fletti
Dicoides fletti är en kräftdjursart som beskrevs av Hale 1946. Dicoides fletti ingår i släktet Dicoides och familjen Gynodiastylidae. Inga underarter finns listade i Catalogue of Life.